# Domenico Graziani
Domenico Graziani (ur. 23 maja 1944 w Calopezzati) – włoski duchowny katolicki, arcybiskup Crotone-Santa Severina w latach 2006−2019.

## Życiorys
Święcenia kapłańskie otrzymał 5 stycznia 1968 i został inkardynowany do diecezji Crotone (od 1986 archidiecezji Crotone-Santa Severina). Po święceniach został wikariuszem parafialnym oraz wychowawcą w niższym seminarium. W 1974 został biskupim sekretarzem. w 1976 objął probostwo w Botricello, jednocześnie wykładając (od 1978) w seminarium w Catanzaro.
21 sierpnia 1999 papież Jan Paweł II mianował go ordynariuszem diecezji Cassano all’Jonio. Sakry biskupiej udzielił mu 10 października 1999 kard. Lucas Moreira Neves.
21 listopada 2006 papież mianował go arcybiskupem Crotone-Santa Severina.
7 listopada 2019 przeszedł na emeryturę.